# Mount Rigby
Mount Rigby ist ein 950 m hoher Berg an der Amundsen-Küste im westantarktischen Marie-Byrd-Land. In den Karo Hills des Königin-Maud-Gebirges ragt er 3 km nordwestlich des Mount Hastings unmittelbar westlich der Mündung des Scott-Gletschers in das Ross-Schelfeis auf.
Die erste Sichtung und eine grobe Kartierung geht auf Teilnehmer der US-amerikanischen Byrd Antarctic Expedition (1928–1930) zurück. Das Advisory Committee on Antarctic Names benannte den Berg 1967 nach dem Geologen John F. Rigby, der zwischen 1965 und 1966 auf der McMurdo-Station tätig war.